# Ringwall Archenleiten
Der Ringwall Archenleiten ist eine abgegangene Ringwallanlage (Wallburg) 1000 Meter nordnordöstlich von Emhof, einem Ortsteil der Gemeinde Schmidmühlen im Landkreis Amberg-Sulzbach in Bayern.

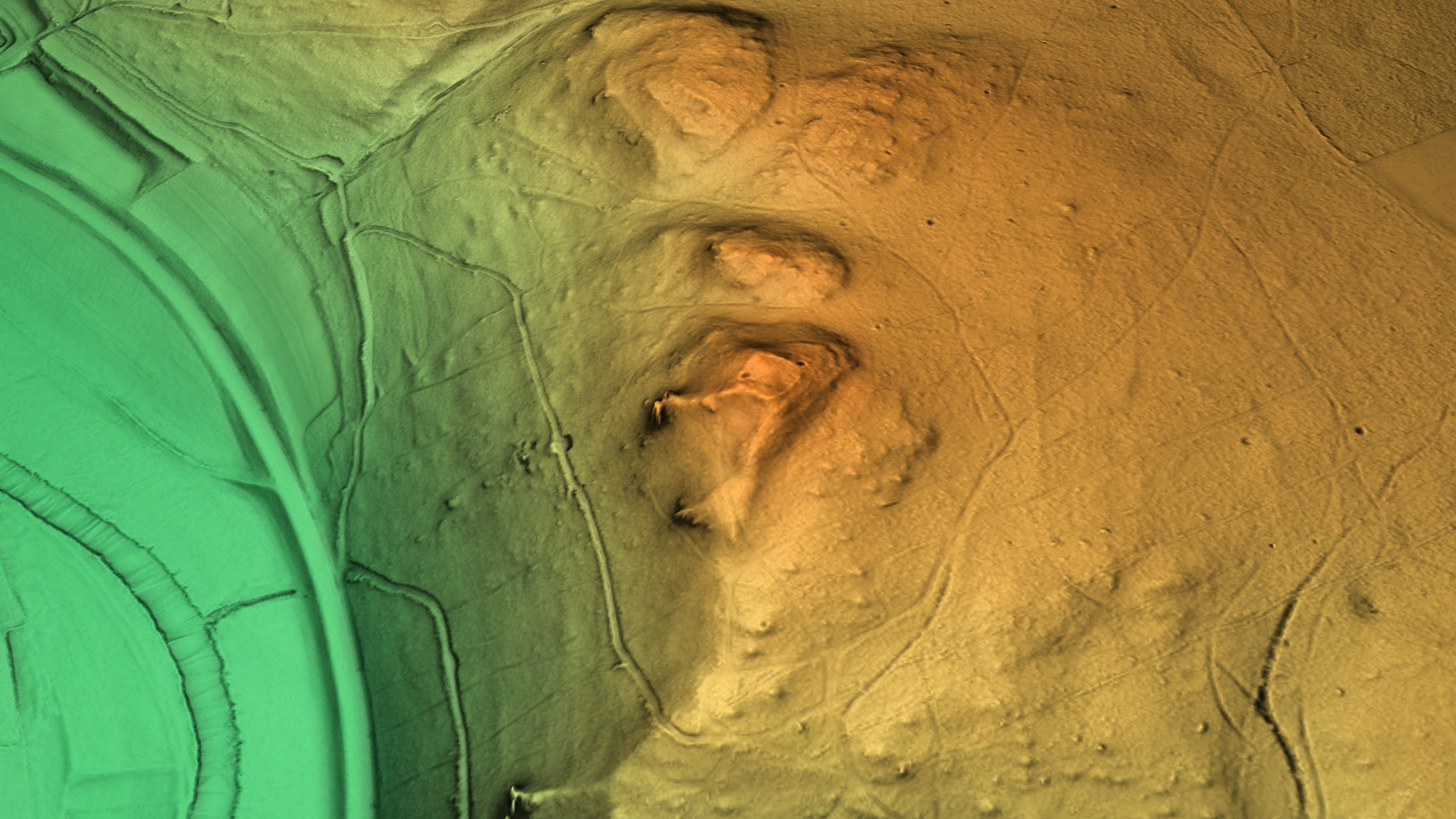
3D-Ansicht des digitalen Geländemodells

Von der vorgeschichtlichen Befestigung ist nur noch ein kleiner kreisrunder Ringwall mit einem inneren Durchmesser von 25 Metern und einem äußeren Durchmesser von 36 Metern erhalten. Dieser Wall besteht aus kleineren Steinen und weist heute noch eine Breite von zwei bis vier Metern und eine Höhe von 0,3 bis 0,4 Metern auf. Die Anlage wird grob auf eine vorgeschichtliche Zeitstellung datiert. Sie diente als Befestigung einer Höhensiedlung.
Heute ist der Ringwall als Bodendenkmal D-3-6737-0025 „vorgeschichtliche Höhensiedlung mit Ringwall“ vom Bayerischen Landesamt für Denkmalpflege erfasst.